# Cyphostemma adenanthum
Cyphostemma adenanthum är en vinväxtart som först beskrevs av Johann Baptist Georg Wolfgang Fresenius, och fick sitt nu gällande namn av Descoings. Cyphostemma adenanthum ingår i släktet Cyphostemma och familjen vinväxter. Inga underarter finns listade i Catalogue of Life.